# George Horace Lorimer

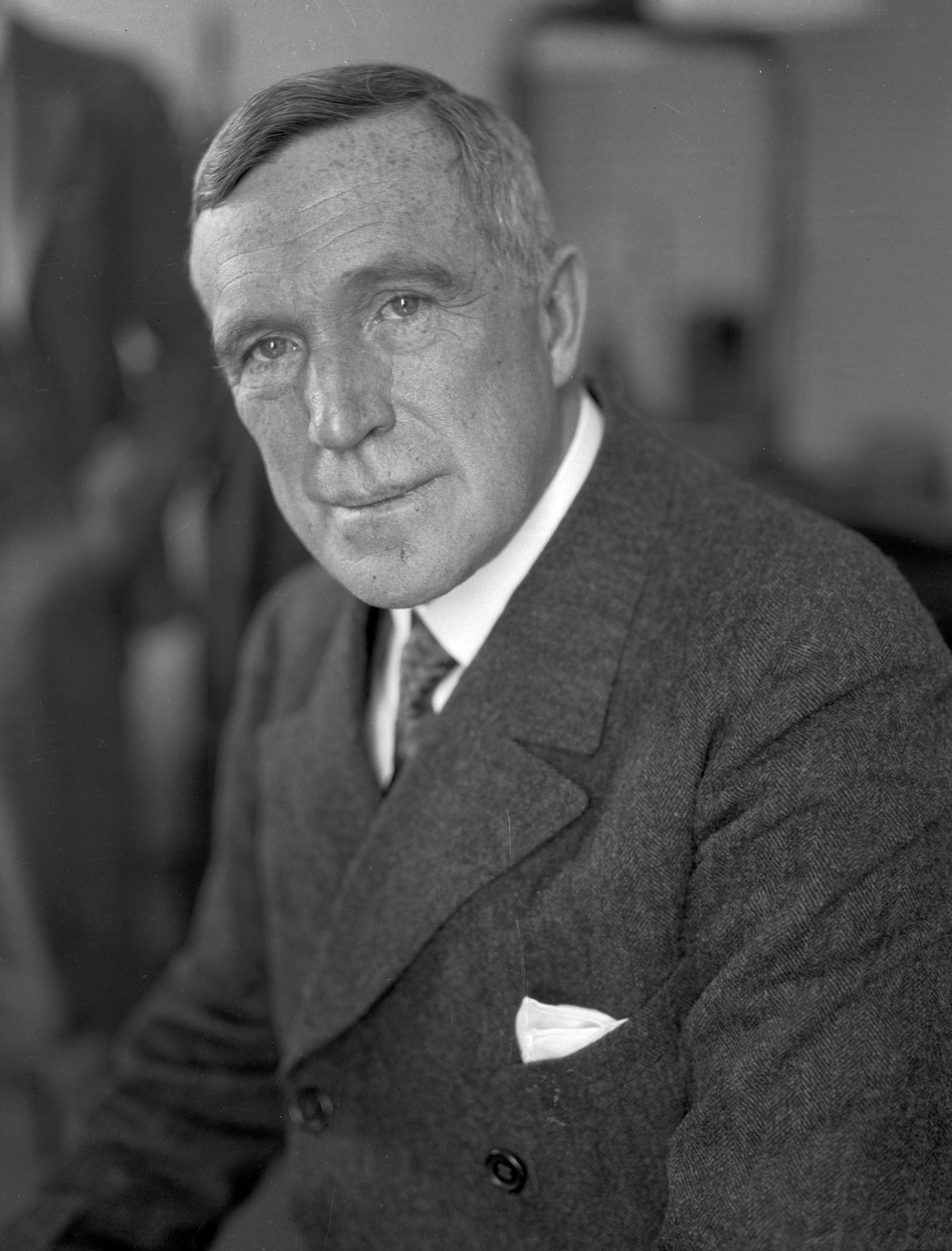
George Horace Lorimer (1928)

George Horace Lorimer (* 6. Oktober 1867 in Louisville (Kentucky); † 22. Oktober 1937 in Wyncote, Montgomery County (Pennsylvania)) war ein US-amerikanischer Journalist und Autor. Vom 17. Mai 1899 bis zum 1. Januar 1937 gab er die Wochenzeitschrift Saturday Evening Post heraus.

## Leben
George Lorimer, der Sohn von Pastor George Claude Lorimer (1838–1904) und Arabella Lorimer, geborene Burford, hatte drei Schwestern. George besuchte die Moseley High School in Chicago und das Colby College in Waterville (Maine). 1888 nahm er das Studium an der Yale University in New Haven (Connecticut) auf, verließ ein Jahr später die Hochschule und wurde Angestellter bei einem Chicagoer Fleischverpacker. Als er dieses Unternehmen 1895 verließ, war er zum Abteilungsleiter aufgestiegen. Der anschließende Karriereversuch mit einem eigenen Lebensmittelgroßhandel missglückte. Lorimer zog von Chicago nach Boston, wechselte in die Zeitungsbranche und begann bei der Wochenzeitschrift Boston Standard als Reporter. Während dieser Zeit entstand sein Roman The Search for Simpkins, der zwar unveröffentlicht blieb, aus dem der Verfasser aber im Folgenden zuweilen schöpfte. Reportagen für die Boston Post und den Boston Herald schlossen sich an.

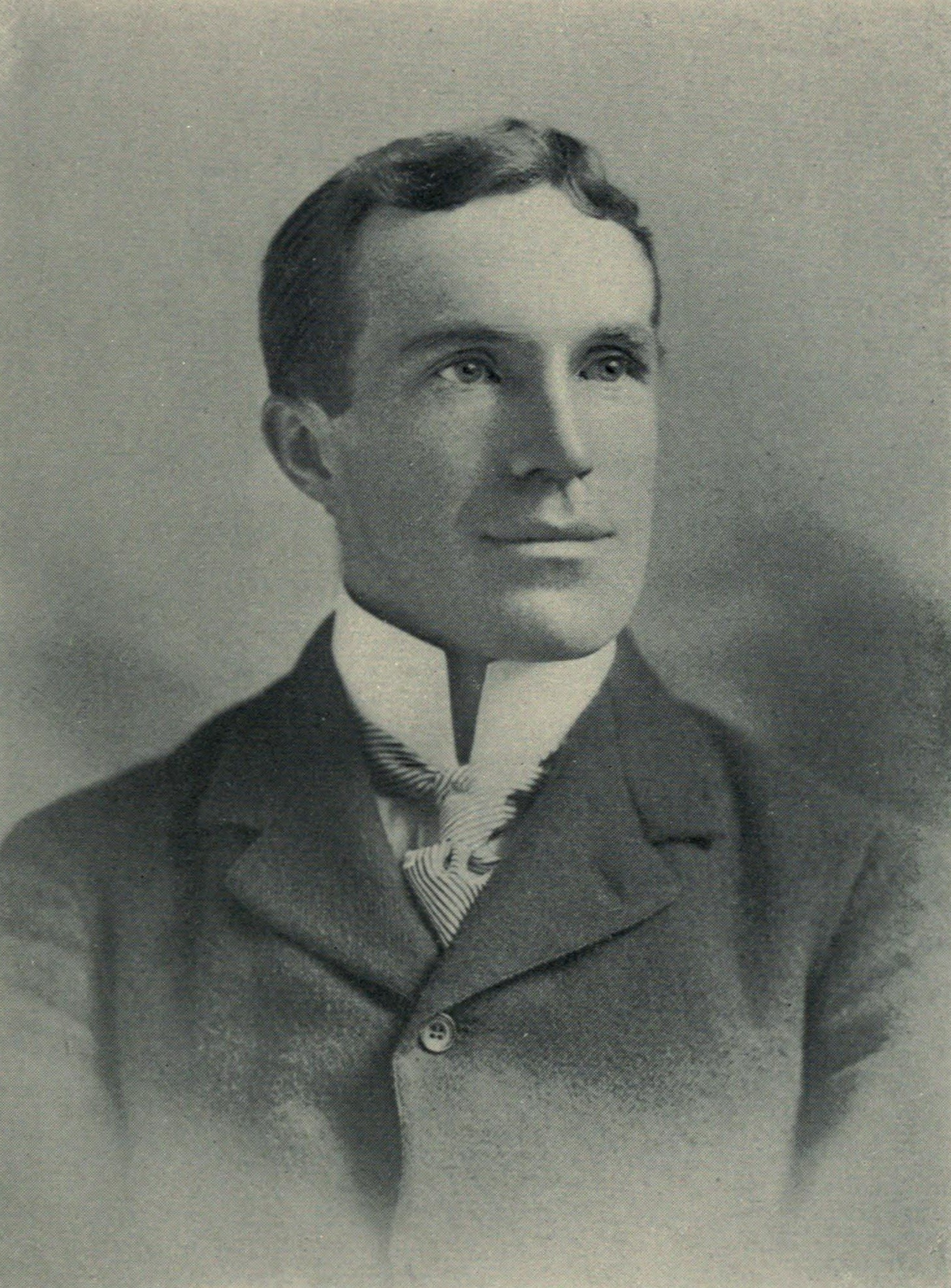
George Horace Lorimer (1903)

Cyrus H. K. Curtis (1850–1933) hatte 1897 die Saturday Evening Post gekauft. Lorimer bewarb sich 1898 bei dem Eigentümer Curtis, wurde angenommen, ging nach Philadelphia und war dort als Literaturredakteur tätig. Innerhalb eines Jahres stieg Lorimer zum Chefredakteur auf und gewann Autoren wie Stephen Crane, Bret Harte, Frank Norris, Theodore Dreiser, Jack London, Willa Cather, Ring Lardner, F. Scott Fitzgerald, Sinclair Lewis, Joseph Conrad, John Galsworthy, Arnold Bennett, Rudyard Kipling, G. K. Chesterton, H. G. Wells, David Graham Phillips, William T. Stead und Gilbert Parker (1862–1932) für seine Literaturbeilagen. Die Titelseiten der Saturday Evening Post ließ er von Norman Rockwell illustrieren. Durch solche Maßnahmen stieg die Auflage des Blattes von anfangs nicht ganz zweitausend auf zwei Millionen Exemplare pro Woche gegen Ende des Jahres 1913. Die Auflagenhöhe stieg bis 1937 weiter. Neben der Arbeit als Chefredakteur schrieb der Autor weitere Bücher (siehe unter Werke).
1932 wurde Lorimer Präsident der Curtis Publishing Company und 1934 deren Vorstandsvorsitzender. Auch in diesen letzten Jahren arbeitete er bei seiner Saturday Evening Post redaktionell weiter.
Lorimer hatte 1892 Alma Viola Ennis (1870–1941) geheiratet. Das Paar hatte vier Kinder bekommen, von denen eines im Kindesalter gestorben war.
George Horace Lorimer starb ab Kehlkopfkrebs. Er fand auf dem Laurel Hill Friedhof in East Falls nahe bei Philadelphia die letzte Ruhe.

## Werke (Auswahl)
- Letters from a self-made merchant to his son. Boston 1902 (dt. Briefe eines Dollarkönigs an seinen Sohn. Übersetzerin: Olga von Oppen. New York 1905 (9. Aufl.))
- Old Gorgon Graham. New York 1904
- The false gods. New York 1906
- Jack Spurlock-Prodigal. New York 1908